# 120 Dywizja Strzelecka (ZSRR)
120 Dywizja Strzelecka (ros. 120-я стрелковая дивизия) – związek taktyczny piechoty Armii Czerwionej.

## Formowanie i walki
Sformowana w Orle na bazie 19 Dywizji Strzeleckiej i 35 Brygady Zapasowej wiosna 1940 roku.
Po wybuchu wojny niemiecko-radzieckiej, 28 czerwca 1941 przerzucona do Briańska. Brała udział w bitwie pod Jelnią (pierwszej udanej radzieckiej operacji zaczepnej). Jako szósta spośród radzieckich dywizji uzyskała status gwardyjskiej.

## Struktura organizacyjna
- 401 Pułk Strzelecki
- 474 Pułk Strzelecki
- 540 Pułk Strzelecki
- 635 Pułk Artylerii Lekkiej
- 606 Pułk Artylerii Haubic (do 20.10.1941)